# 후지 TV 목요일 밤 8시 드라마
후지 TV 목요일 밤 8시 드라마(일본어: フジテレビ木曜8時枠の連続ドラマ)는 후지 TV 계열 제작으로 매주 목요일 20:00 ~ 20:54에 방송된 텔레비전 드라마 시간대이다.

## 작품 목록
《황금의 스파이 작전》
《원숭이들의 혹성》
《수갑을 걸어라!》
《대수사선→대수사선 시리즈 추적》
《탐정 동맹》
《사랑의 핫라인》
《오어 언니》
《건·방·진 한창》
《응석 말아요!》
《키스보다 간단》
《동급생은 13세》
《한가라면 오는군요!》
《설레임 그대에게》
《열띤!》
《남자 이겠지!》
《긴타 십번 승부!》
《헤이! 위 일인분》
《요즈음 긴자 이야기 봉봉》
《고멘도 겁니다》
《LUCKY! 천사, 도시로 이동》
《언제나 누군가를 사랑해》
《기묘한 이야기》 (제1기)
《언젠가 누군가와 아침 돌아》
《기묘한 이야기》 (제2기)
《어른은 알지주지 않는다》
《기묘한 이야기》 (제3기)
《우리들의 드라마 시리즈》
《if 만약》
《17세 -at seventeen-》